# Mănăstirile rupestre din Orheiul Vechi
Mănăstirile rupestre din Orheiul Vechi reprezintă un ansamblu de vestigii rupestre localizate în stâncile de calcar sarmațian de pe valea  râului Răut, pe teritoriul Republicii Moldova în arealul localităților Trebujeni și Butuceni din raionul Orhei și Mașcăuți din raionul Criuleni.
Ansamblul cuprinde circa 350 de vestigii rupestre (dintre care în jur de 100 reprezintă încăperi săpate de mâna omului și restul  formațiuni carstice) grupate în șase complexe. Două dintre acestea reprezintă mănăstiri bine delimitate, cu biserici subterane, galerii și chilii adiacente, în timp ce celelalte sunt – proporțional, de anvergură mai modestă.

## Localizare
Complexele sunt situate – în principal atât pe versantul nordic al promontoriului Butuceni din stânga Răutului, cât și pe versantul nordic al terasei Mașcăuți din dreapta Răutului (aflat la sud de promontoriul Butuceni în zona Ruptura Bacotei).
Complexe rupestre izolate, se mai întâlnesc: pe versantul nordic al promontoriului Mihăilașa – în dreapta Răutului, pe versanții promontoriului Peștera, atât la nivelul cel nordic al  în regiunea citadelei medievale, cât și la nivelul celui sudic vis-à-vis de corpul Direcției Complexului Orheiul Vechi, precum și pe versantul nordic al promontoriului Trebujeni – în stânga Răutului.

## Origine
Grotele și peșterile existente – apărute ca efect al unor fenomene carstice, au fost în timp valorificate în scopuri sacrale, de adăpost sau de apărare, prin extindere sau creare de noi încăperi. Apariția complexelor a fost favorizată de caracterul rocilor calcaroase, care au permis o prelucrare relativ ușoară.

## Galerie de imagini

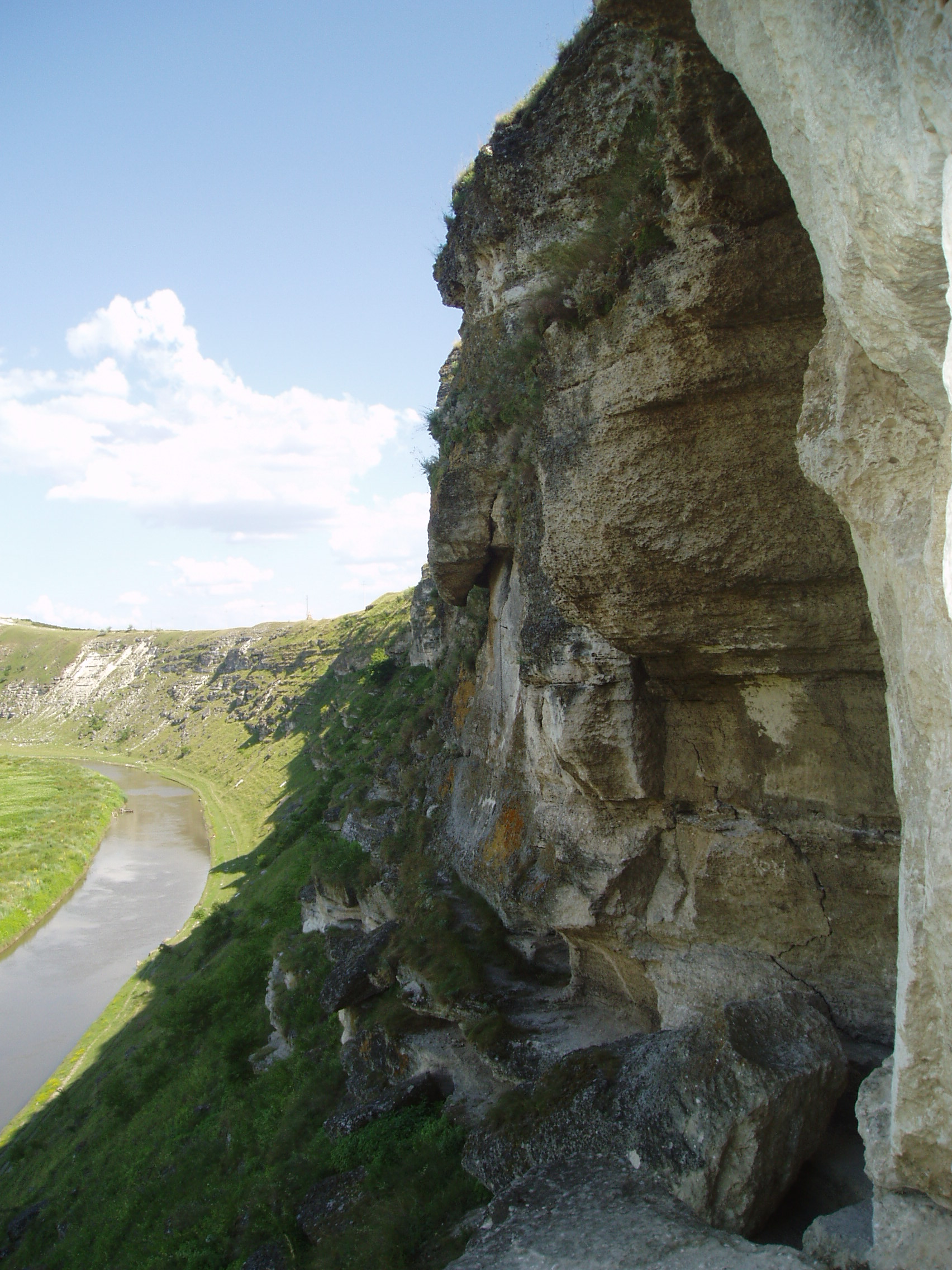
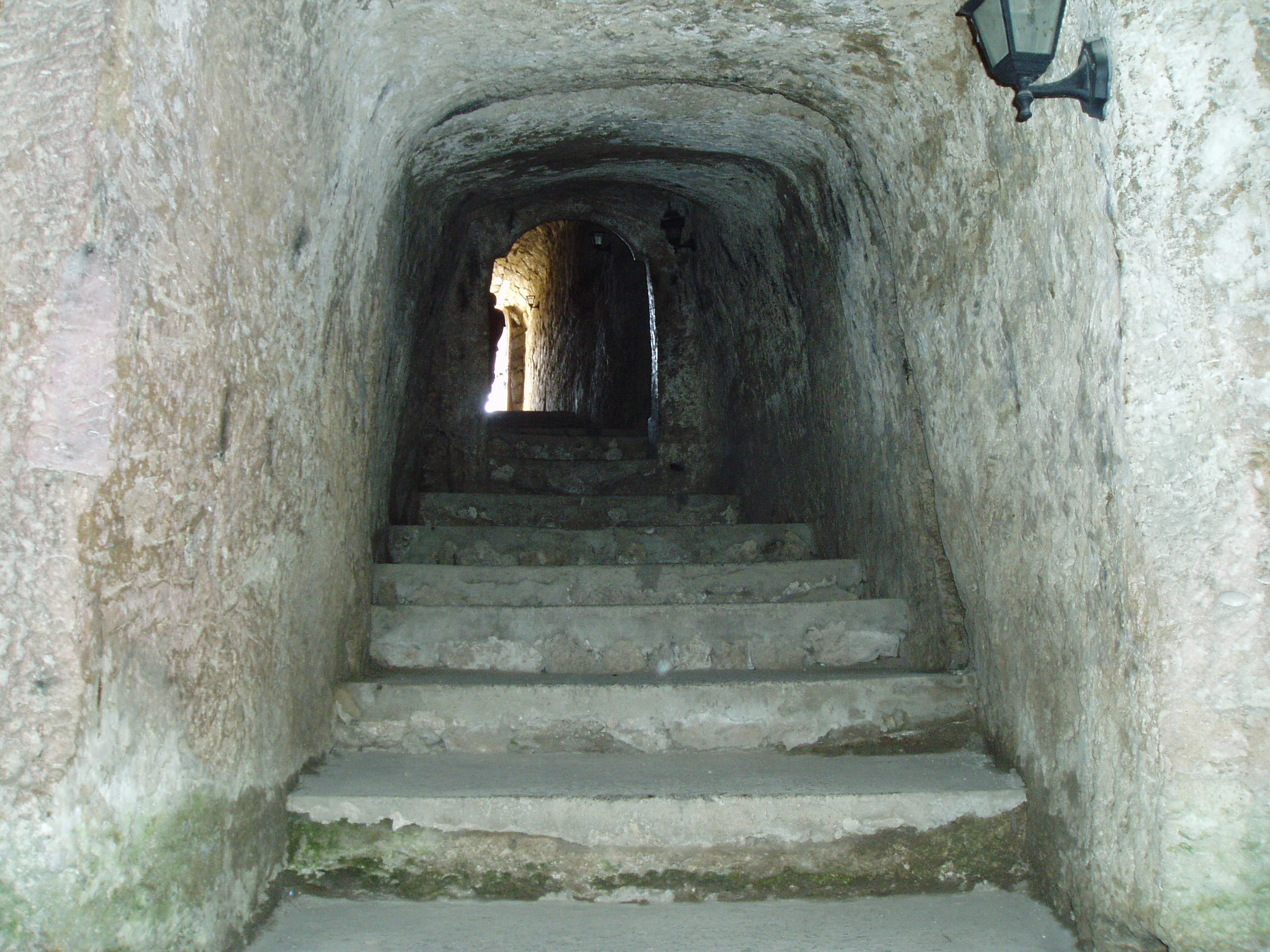
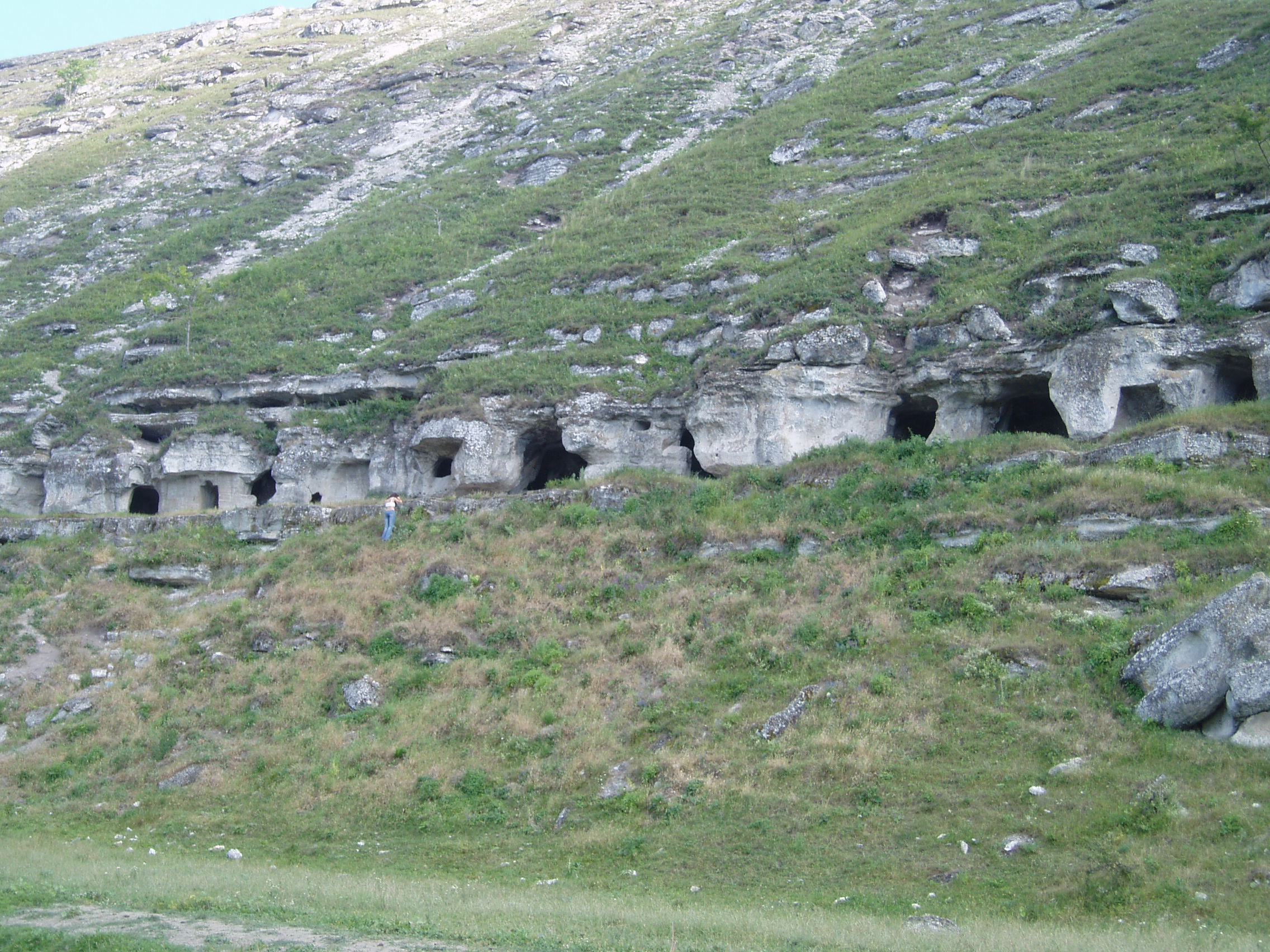
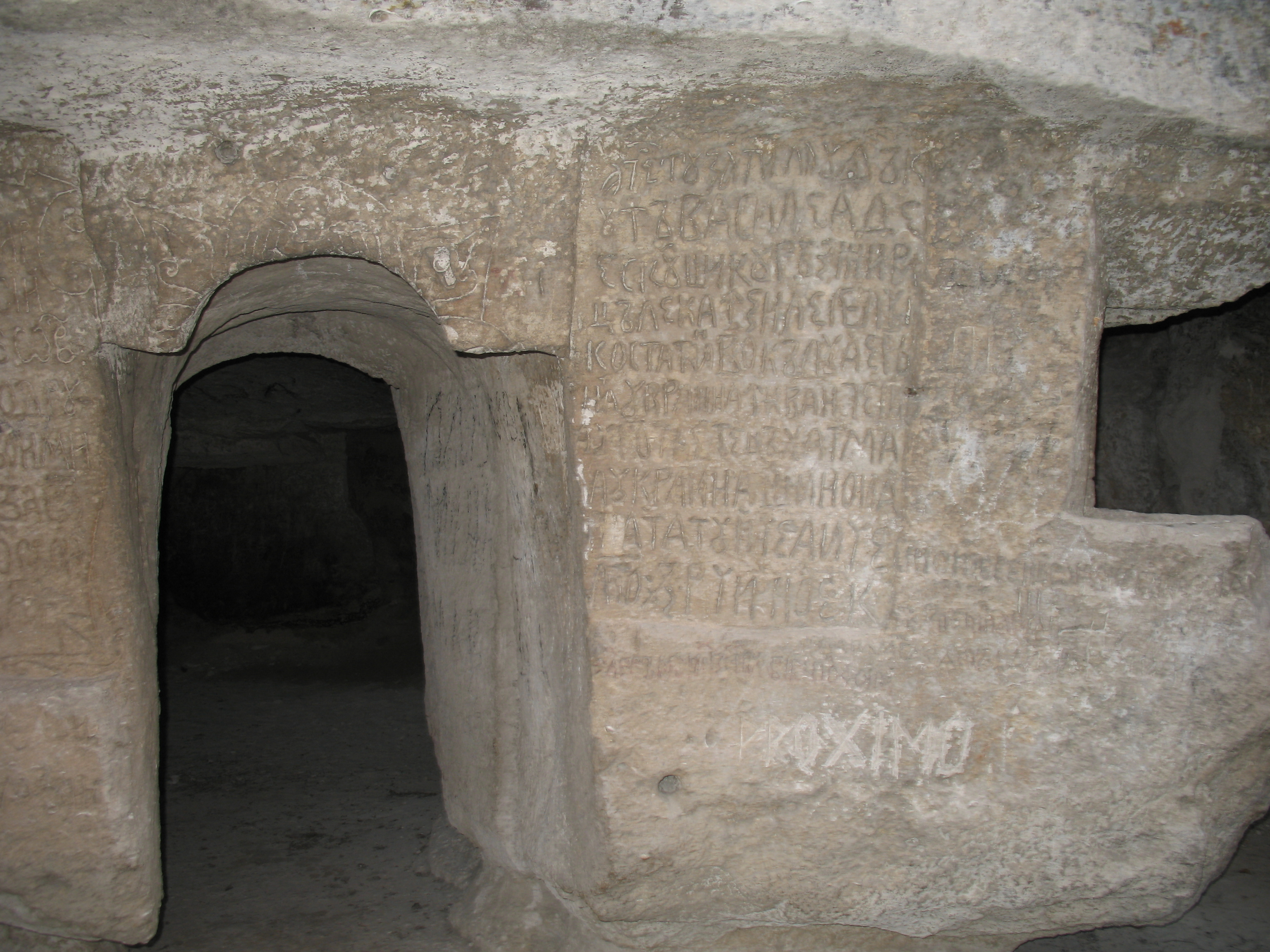
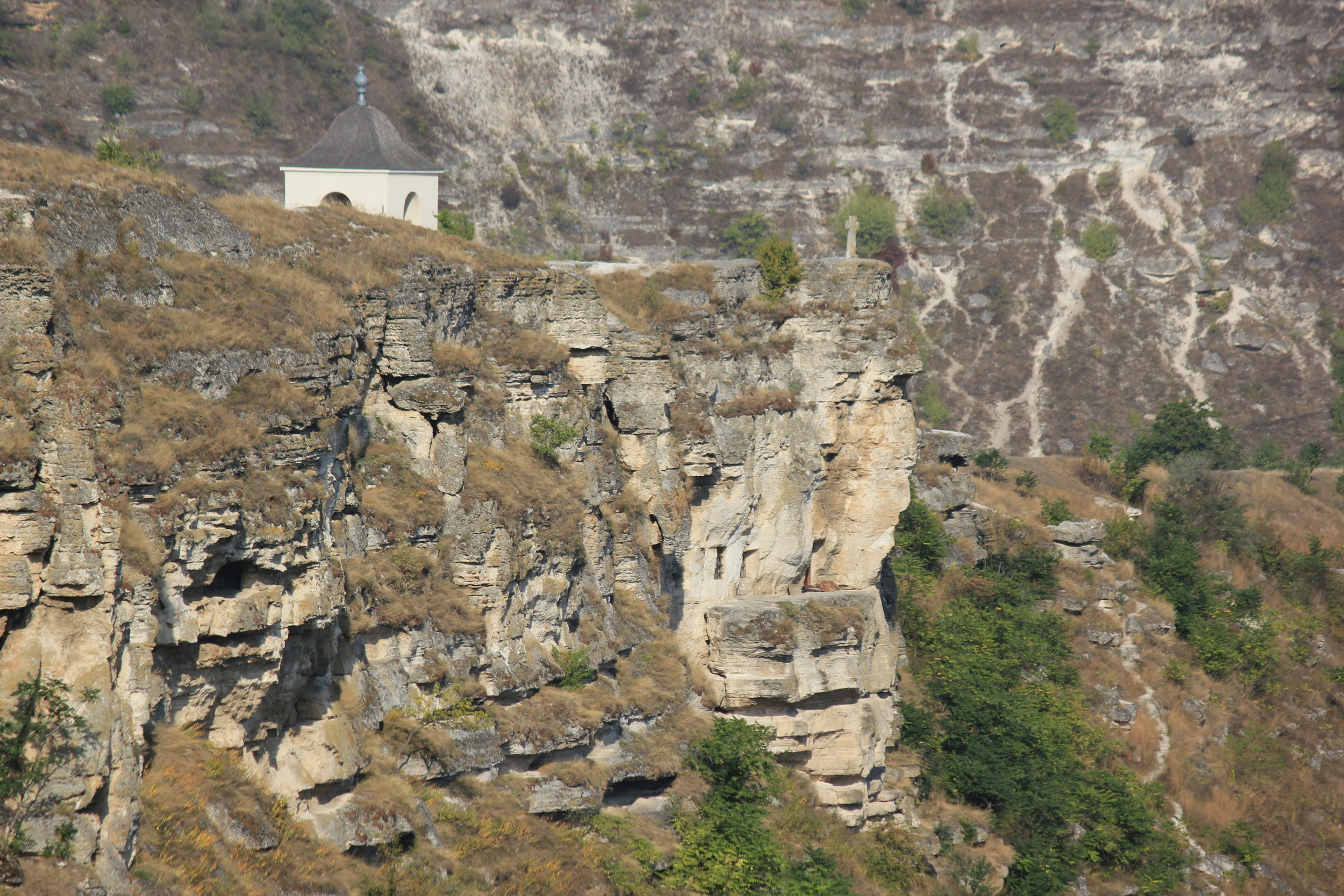